# Jürgen Volkmann
Jürgen Volkmann (* 17. Januar 1929 in Wolmirstedt; † 28. März 2017) war ein deutscher Jurist und Richter am Bundessozialgericht.

## Werdegang
Jürgen Volkmann besuchte Schulen in Magdeburg, Dresden, Berlin und Bad Reichenhall, um dann 1949 das Studium der Rechtswissenschaft an der Universität München aufzunehmen. 1953 legte er das Erste Juristische Staatsexamen und nach dem Referendariat 1957 auch das Zweite Staatsexamen in München ab. Es folgte bis 1964 eine Tätigkeit als wissenschaftlicher Mitarbeiter am Bundessozialgericht. Während er dort tätig war, promovierte er 1966 an der Universität zu Köln zur Problematik der Rechtskraft sozialversicherungsrechtlicher Verwaltungsakte. 1964 wurde er Richter am Sozialgericht Trier und 1966 Richter am Landessozialgericht Rheinland-Pfalz in Mainz.
Ab 1. Februar 1974 war Volkmann Richter am Bundessozialgericht und blieb dies bis zu seiner Pensionierung zum 1. November 1992. Er saß am Bundessozialgericht ab April 1988 dem 11. Senat vor, der in seiner Dienstzeit zuständig war für Rechtsstreitigkeiten aus dem Aufgabenbereich der Bundesanstalt für Arbeit. Insgesamt war er am Bundessozialgericht vor allem mit Fällen aus den Bereichen der Kriegsopferversorgung, der Kranken- und Rentenversicherung sowie der Arbeitsförderung befasst. Sein Interesse galt auch dem Einfluss der modernen Datenverarbeitung auf das Gerichtswesen.

## Auszeichnungen
- Großes Verdienstkreuz des Verdienstordens der Bundesrepublik Deutschland